# José Pedro Paulo de Melo, 1.º Conde de Santar
José Pedro Paulo de Melo da Cunha Sousa de Meneses Pais do Amaral (Taveiro, 21 de dezembro de 1853 — Lisboa, 24 de abril de 1914) foi um aristocrata e proprietário português; 1.º Conde de Santar e 2.º Visconde de Taveiro.

## Biografia
Nasceu em Taveiro, Coimbra, a 22 de dezembro de 1853, sendo filho dos Viscondes de Taveiro, José de Melo Pais do Amaral Sousa Pereira de Vasconcelos e Meneses (1826–1905), e D. Maria Rosa de Figueiredo da Cunha d'Eça Abreu e Melo Pereira de Lacerda e Lemos (1832–1882). Foi batizado na capela de Nossa Senhora da Piedade naquele lugar, em 6 de janeiro de 1854; foi seu padrinho o tio-avô Cardeal D. Pedro Paulo de Figueiredo da Cunha e Melo, Arcebispo de Braga, por procuração a Francisco de Lemos Ramalho de Azeredo Coutinho (também tio do batizado), e madrinha D. Maria do Cardal Lemos Pereira 
Ramos de Lacerda, sua avó materna.
A verificação da 2.ª vida do título de Visconde de Taveiro foi feita em seu favor ainda em vida dos pais, por decreto de 11 de julho de 1878 (carta de 8 de agosto) de D. Luís I.
Em maio de 1883, foi eleito diretor, com Alfredo Mendes da Silva e António Maria dos Santos Viegas, da Companhia de Carruagens Ripert, e viria a ser reeleito no ano seguinte; o presidente da assembleia-geral era o sogro, Conde de Magalhães. Em outubro de 1884 foi fundada a Companhia das Águas Termais da Amieira, sendo designado vogal do conselho fiscal. Quando o sogro foi eleito presidente do conselho de administração da Companhia Real dos Caminhos de Ferro Portugueses em 1892, José Pedro Paulo de Melo integrou a lista como vogal do conselho fiscal.
Casou-se, em 10 de novembro de 1875, com D. Margarida Vieira Orta de Magalhães (1859–1937), filha primogénita dos Condes de Magalhães, numa cerimónia celebrada no oratório do palácio dos sogros, na freguesia de São José em Lisboa. 
Em maio de 1902, os Viscondes de Taveiro foram interditos de toda a administração dos seus bens por prodigalidade, decisão tomada em sequência de ação do Conde de Magalhães, tendo um conselho de família "certificado os factos de caracterizada prodigalidade", ficando aquele nomeado curador dos viscondes até à sua morte.
Foi sócio fundador (n.º 9) do Turf Club em 1883, permanecendo até à sua morte. Foi igualmente fundador (n.º 198) do Real Clube Tauromáquico Português, sendo incluído nesta lista na primeira assembleia-geral, a 
9 de fevereiro de 1892; despediu-se do Clube em Novembro de 1903. Pertenceu ainda ao Grupo dos Amigos do Museu Nacional de Arte Antiga, ao qual ofereceu objetos de alto valor artístico.
Por decreto de 23 de janeiro de 1904 e carta de 11 de fevereiro, foi elevado à Grandeza com o título de Conde de Santar, atendendo "às circunstâncias que concorrem na sua pessoa e como público testemunho da Real consideração".
O Conde de Santar morreu às 19h de 24 de abril de 1914, aos 60 anos de idade, em sua casa na Avenida Almirante Reis, n.º 84, Arroios, em Lisboa, de tabes dorsalis; foi sepultado no Cemitério dos Prazeres, em jazigo de família. O seu enterro foi muito concorrido e as peixeiras do mercado da Praça da Figueira, não só ofereceram uma coroa de flores, como “resolveram distribuir 60 esmolas de 10 centavos a igual número de cegos pobres, em homenagem à memória do Conde de Santar”, no dia seguinte, no dito mercado.